# Chelonodon pleurospilus
Chelonodon pleurospilus är en fiskart som först beskrevs av Regan 1919.  Chelonodon pleurospilus ingår i släktet Chelonodon och familjen blåsfiskar. Inga underarter finns listade i Catalogue of Life.